# Pride and Glory
Pride and Glory är en amerikansk kriminaldramafilm från 2008, regisserad av Gavin O'Connor.

## Handling
Filmen handlar om korruption inom polisen, där tre generationer är inblandade. 

## I rollerna
- Edward Norton - Ray Tierney
- Colin Farrell - Jimmy Egan
- Jon Voight - Francis Tierney Sr.
- Noah Emmerich - Francis Tierney Jr.
- Jennifer Ehle - Abby Tierney
- John Ortiz - Ruben Santiago
- Lake Bell - Megan Egan